# فرودگاه کاپیتان فاپ رنان الیاس الیورا
فرودگاه کاپیتان فاپ رنان الیاس الیورا (به انگلیسی: Capitán FAP Renán Elías Olivera Airport) یک فرودگاه با کد یاتا PIO است که یک باند فرود آسفالت دارد و طول باند آن ۳۰۲۰ متر است. این فرودگاه در کشور پرو قرار دارد و در ارتفاع ۱۲ متری از سطح دریا واقع شده‌است.

## شرکت‌های هواپیمایی و مقصدهای پروازی
| شرکت‌های هواپیمایی | مقصدهای پروازی                      |
| ----------------- | ----------------------------------- |
| Aerodiana         | charter flights over the خطوط نازکا |